# ويليام تروتر
ويليام تروتر هو أستاذ جامعي ورياضياتي كندي، ولد في 30 مايو 1931 في كينغستون في كندا.